# Lamar Miller
Lamar Miller (Miami, 25 aprile 1991) è un giocatore di football americano statunitense che gioca nel ruolo di running back per il Washington Football Team della National Football League. Fu scelto nel corso del quarto giro (97º assoluto) del Draft NFL 2012 dai Miami Dolphins. Al college ha giocato a football a Miami.

## Carriera

### Miami Dolphins
Considerato uno dei migliori prospetti tra i running back disponibili nel Draft 2012, Miller fu scelto nel corso del quarto giro dai Dolphins, il loro secondo giocatore proveniente dai Miami Hurricanes selezionato nel Draft dopo Olivier Vernon. Il 4 giugno firmò il suo contratto di 4 anni con la franchigia. Miller segnò il primo touchdown della carriera nella vittoria della settimana 2 contro gli Oakland Raiders dopo una corsa di 15 yard. La sua stagione da rookie si concluse con 13 presenze, una come titolare, con 250 yard corse e un touchdown.
Nominato titolare dei Dolphins dopo la partenza di Reggie Bush nella stagione 2013, Miller riscattò una prova deficitaria nella settimana 1 correndo 69 yard e segnando un touchdown la settimana successiva contro gli Indianapolis Colts. Il secondo TD lo segnò nella settimana 4 contro i New Orleans Saints in cui i Dolphins subirono la prima sconfitta stagionale. La sua annata si concluse con 709 yard corse e 2 touchdown disputando tutte le 16 gare partite, tutte tranne una come titolare.
Nella prima gara della stagione 2014, Miller segnò un touchdown su ricezione nella vittoria a sorpresa sui New England Patriots. I primi due su corsa furono nella vittoria della settimana 4 sui Raiders nella gara disputata a Londra. Con uno nel quarto periodo del Monday Night Football della settimana 13 arrivò a quota sei in stagione, contribuendo alla vittoria sui Jets. Nell'ultima partita del 2014, con un touchdown su corsa da 97 yard Miller stabilì un nuovo record di franchigia per la giocata più lunga dalla linea di scrimmage, che fu anche la più lunga di tutta la NFL quell'anno. La sua gara si concluse con 178 yard corse che gli valsero il premio di miglior running back della settimana e gli permisero di superare per la prima volta in carriera le mille yard stagionali, leader dei Dolphins nel 2014.
Nella settimana 7 del 2015 contro Houston, Miller corse un massimo stagionale di 175 yard e segnò due touchdown, uno su corsa e uno su ricezione, venendo premiato come running back della settimana. La sua annata si chiuse guidando i Dolphins in yard corse (872), touchdown su corsa (8) e totali (10).

### Houston Texans
Il 9 marzo 2016, divenuto free agent, Miller firmò con gli Houston Texans un contratto quadriennale del valore di 26 milioni di dollari. Nella prima partita con la nuova maglia corse 108 yard nella vittoria interna sui Chicago Bears. Nel 14º turno, con 107 yard e un touchdown nella vittoria su Indianapolis superò per la seconda volta in carriera le mille yard stagionali.
Nel debutto della stagione 2018 contro i New England Patriots, Miller corse 98 yard nella sconfitta 20-27. Il primo touchdown lo segnò su ricezione il 23 settembre contro i Giants. Il 21 ottobre superò per la prima volta le 100 yard corse. Sette giorni dopo ne corse 133 yard e un TD contro i suoi ex Dolphins, inclusa una corsa 58 yard. Contro i Titans corse un massimo stagionale di 162 yard, tra cui una marcatura da 97 yard. Fu il touchdown su corsa più lungo della storia della franchigia. In tale modo divenne il primo giocatore della storia con 2 touchdown da oltre 95 yard in carriera. A fine stagione Miller fu convocato per il suo primo Pro Bowl al posto dell'infortunato Phillip Lindsay dopo avere chiuso con 973 yard corse e 5 touchdown malgrado l'avere saltato due partite.
Durante la terza gara della pre-stagione 2019, Miller si ruppe il legamento crociato anteriore contro i Dallas Cowboys, un grave infortunio che il 26 agosto lo portò ad essere inserito in lista infortunati.

## Palmarès
- Convocazioni al Pro Bowl: 1

2018
- Running back della settimana: 2

17ª del 2014, 7ª del 2015